# Eric Liddell
Eric Henry Liddell (/ˈlɪdəl/; Tientsin, 16 gennaio 1902 – Weifang, 21 febbraio 1945) fu uno sportivo multidisciplinare che a livello internazionale rappresentò la Scozia nel rugby a 15 e la Gran Bretagna nell'atletica leggera, disciplina nella quale fu campione olimpionico dei 400 metri e bronzo nei 200.
Dopo l'attività agonistica fu missionario congregazionalista ed educatore in Cina, e morì nel 1945 in un campo di concentramento giapponese durante la seconda guerra mondiale.
A un episodio della sua vita sportiva alle Olimpiadi del 1924 a Parigi è ispirato il film premio Oscar del 1981 Momenti di gloria.

## Biografia

### L'infanzia
Eric Henry Liddell nacque in Cina da genitori missionari della chiesa congregazionalista scozzese; lì trascorse l'infanzia e iniziò i primi studi. All'età di sei anni, assieme a suo fratello maggiore Rob (più tardi medico e suo collega missionario in Cina), tornò in Inghilterra dove fu iscritto al college di Eltham. Da notare che in tutta la sua adolescenza ebbe modo di incontrare i genitori e i due fratelli minori solo in due o tre occasioni.

### Gioventù e successi sportivi
Al collegio Eric Liddell si dimostrò eccezionalmente dotato per le attività sportive, tanto da essere selezionato già a 15 anni per la squadra di cricket e quella di rugby e più tardi capitano di entrambe, nonché ottimo velocista.
Nel 1921 si iscrisse all'Università di Edimburgo, continuando a impegnarsi nello sport e ottenendo rilevanti risultati non solo nella corsa ma anche nel rugby: fu selezionato infatti come ala per la Nazionale scozzese, giocando sette delle otto partite del torneo Cinque Nazioni nel 1922 e 1923.
Nell'atletica venne alla ribalta nel 1923, vincendo le gare delle 100 e 220 iarde ai campionati nazionali della Amateur Athletic Association, la prima con un nuovo primato nazionale di 9"7 che sarebbe rimasto imbattuto per 35 anni, e guadagnando la selezione per diverse gare internazionali. Nel 1924 venne convocato dalla federazione inglese di atletica per partecipare alle Olimpiadi di Parigi: avendo preso atto che la corsa dei 100 metri, considerata la sua distanza migliore, si sarebbe svolta di domenica, le sue convinzioni religiose gli imposero di rifiutare la partecipazione a tale gara, come pure alle due staffette (4×100 e 4×400 metri), per le quali era stato selezionato. Si dedicò quindi a un allenamento intensivo per le gare dei 200 e 400 metri, che si tenevano in altri giorni. Nei 200 metri vinse la medaglia di bronzo, e alcuni giorni dopo, nonostante non fosse accreditato tra i possibili vincitori, conquistò l'oro nei 400 metri, stabilendo il nuovo record olimpico con un tempo di 47"6.
Per la sua nascita e morte cinese, qualche fonte cinese lo considera come il primo medagliato olimpico cinese, anche se si ritenne sempre uno scozzese e partecipò ai Giochi olimpici in rappresentanza del Regno Unito.

### Attività da missionario
Nel 1925 si laureò in scienze e tornò in Cina, abbandonando la carriera agonistica per intraprendere l'attività di missionario, diventando insegnante. Negli anni seguenti ebbe sporadiche partecipazioni a manifestazioni sportive locali (sconfiggendo per esempio nel 1928 membri delle squadre olimpiche francese e giapponese di quell'anno); si impegnò anche nel sostenere le attività sportive e stimolando la realizzazione di adeguate infrastrutture.
Nel 1932, in occasione della sua prima pausa in Inghilterra da missionario, fu ordinato ministro di culto.
Rientrato in Cina, nel 1934 sposò Florence Mackenzie, una missionaria canadese. Negli anni ebbero tre figlie, Patricia, Heather e Maureen, l'ultima delle quali non conobbe mai. Infatti nel 1941 il deteriorarsi della situazione politica a causa della guerra portò la moglie Florence a rientrare in Canada con il resto della famiglia, mentre Eric rimase in Cina.
Internato dai giapponesi in un campo che si trasformò da confinamento a dura prigionia, continuò a mostrare la propria forza morale sia mantenendo le proprie convinzioni religiose, sia adoperandosi per l'organizzazione del campo e per mantenere alto il morale degli altri prigionieri.
Rifiutato uno scambio di prigionieri cui era destinato in virtù della sua fama di atleta (fece liberare una donna incinta al suo posto), repentinamente mostrò sintomi di disturbi mentali che nella sua ultima lettera alla moglie imputava alla gravosità delle mansioni cui si obbligava, ma più probabilmente si trattava di un tumore al cervello che nella situazione in cui si trovava non poteva essere né diagnosticato né tantomeno curato, e che lo portò rapidamente alla morte.
Attualmente Liddell è sepolto in Cina nel Mausoleo dei Martiri di Shijiazhuang, cosa alquanto rara per un non cinese.
Alla figura di Eric Liddell e di altri atleti britannici partecipanti ai Giochi olimpici di Parigi 1924 sono ispirati i film Momenti di gloria e Sulle ali delle aquile prodotto nel 2016 e diretto da Stephen Shin. In un sondaggio del 2008, i lettori del quotidiano The Scotsman votarono Eric Liddell l'atleta scozzese più popolare di sempre.

## Palmarès
| Anno | Manifestazione  | Sede   | Evento    | Risultato | Prestazione | Note            |
| ---- | --------------- | ------ | --------- | --------- | ----------- | --------------- |
| 1924 | Giochi olimpici | Parigi | 200 metri | Bronzo    | 21"9        |                 |
| 1924 | Giochi olimpici | Parigi | 400 metri | Oro       | 47"6        | Record mondiale |